# Bonaventura
Bonaventura (Giovanni Fidanza født Bagnoregio mellem 1217 og 1221 og død i Lyon 1274) var franciskanermunk, teolog/filosof, biskop/kardinal og helgenkåret.
Giovanni Fidanza er bedst kendt under navnet Bonaventura (da Bagnoregio), som han antog ved sin indtrædelse i franciskanerordenen. Han var knyttet til universitetet i Paris, hvor han var ven med Thomas Aquinas.
Han blev biskop og kardinal og kanoniseret efter sin død og anset som en af de store kirkelærere. Han var fra 1257 til sin død generalminister (øverste leder af franciskanerordenen). Han har skrevet den biografi over Frans af Assisi "Legenda Maior", som ordenen ser som den endelige og officielle. Det er dette værk, som har inspireret Giotto til billedserien over Frans' liv i Basilica di San Francesco i Assisi.

## Bonaventura som filosof/teolog
Som filosof er Bonaventura kontrast til sine samtidige Roger Bacon og Thomas Aquinas. Mens disse kan betragtes som repræsentanter for henholdsvis naturvidenskab i sin vorden og aristotelisk skolastik i dens mest perfekte udformning, så er han den mystiske og platonske form for tænkning, som allerede i en vis udstrækning havde fundet udtryk hos Hugo af St. Victor, Richard af St. Victor og Bernhard af Clairvaux. For ham er det rene intellektuelle element, om ikke fraværende, så af mindre interesse end følelsernes og hjertets levende kraft. Han brugte Aristoteles' autoritet og de bibelske og patristiske tekster, og han tilskrev meget af tidens hæretisme bestræbelserne for at adskille den aristoteliske filosofi fra katolsk teologi. Ligesom Thomas Aquinas, men hvem han delte adskillige grundlæggende synspunkter i teologiske og filosofiske spørgsmål, bekæmpede han indædt den aristoteliske antagelse af verdens evighed. Men hans platonisme, var Platon som blev forstået af Augustin, og som havde fundet sit nedslag i den aleksandrinske skole og hos forfatteren af de mystiske skrifter, som går under navnet Dioysius Areopgiten.
Bonaventura accepterer som platoniker den teori, at ideerne ikke eksisterer in rerum natura, men som idealer ved den Guddommelige Væren, ifølge hvilken de aktuelle ting var udformet; og denne forståelse har indflydelse på hans filosofi. Som alle de store skolastiske lærere begynder han med diskussionen om forholdet mellem fornuft og tro. Alle videnskaber er blot teologiens tjenestepiger; fornuft kan afdække nogle af de moralske sandheder, som former grundlaget i det kristne system, mens andre kan den kun modtage og begribe gennem guddommelig oplysning. For at modtage denne oplysning må sjælen anvende de rette værktøjer, som er bøn, udøvelsen af dyder, hvorved den kan modtage det guddommelige lys, og meditation, som kan hæve sig endog til en mystisk, ekstatisk forening med Gud. Det højeste mål for livet er en sådan forening, enhed i kontemplation eller intellekt og i intens fordybende kærlighed . Men det kan ikke opnås fuldstændigt i dette liv og forbliver et fremtidshåb. Sjælen i kontemplation af Gud har tre aspekter, stadier eller trin 
- sanserne, som giver empirisk kendskab til, hvad der er udenfor og som skelner sporene (vestigia) af det guddommelige i verden;
- fornuften, der undersøger sjælen selv, billedet af den guddommelige Væren;
- og det rene intellekt (intelligentia), som i en transcendent handling begriber den guddommelige årsags Væren.

Til disse tre svarer tre slags teologi – theologia symbolica, theologia propria og theologia mystica. Hvert trin har underinddelinger, for i betragtning af den ydre verden må vi bruge sanserne og forestillingsevnen; vi må nå til et kendskab til Gud 
- per vestigia eller in vestigiis. I det første sammenhæng de tre store egenskaber ved fysiske legemer – vægt, antal, mål, – og i den sammenhæng opdelingen af skabte ting i klasserne af dem, som har udelukkende fysisk eksistens, dem som har liv og dem som har tanker – vil uundgåeligt føre os til at slutte os til den treenige Guds magt, visdom og godhed.

- Og så kan vi på andet trin nå op til kendskab til Gud per imaginem, ved fornuften eller forestillingsevnen, gennem den rene forståelse (intellectus); i det ene tilfælde den tredobbelte opdeling – hukommelse, forståelse og vilje, – i den anden de kristne dyder – tro håb og kærlighed, som igen leder til opfattelse af en treenighed af guddommelige kvaliteter – evighed, sandhed og godhed.

- På det sidste trin har vi først intelligentia, rent intellekt, som betragter Guds grundlæggende væren og finder sig selv tvunget med tankens nødvendighed at anse absolut væren som den første idé, for ikke-væren kan ikke tænkes bortset fra væren, hvilket den er negationen af. Til denne idé om den absolutte væren, som er fuldkommen og størst af alt, må føjes objektiv eksistens. I sin sidste og højeste aktivitetsform hviler sindet i betragtning af Guds uendelige godhed, hvilken fattes ved hjælp af de højeste evner, apix mentis eller synderesis. Gnisten af guddommelig oplysning er fælles for alle former for mysticisme, men Bonaventura tilføjer hertil specielle kristne elementer. Den fuldkomne bøjelighed af sind og hjerte til Gud er uopnåelig uden guddommelig nåde, og ingenting gør os så duelige til at modtage denne gave som det meditative og asketiske liv i klosteret. Det monastiske liv er nådens bedste midler.

Men Bonaventura er alligevel ikke slet og ret en meditativ tænker, hvis værker udgør gode håndbøger i tilbedelse; han er en dygtig dogmatisk teolog, og til alle disputerede spørgsmål inden for skolastisk tænkning som universalbegreber, de konkrete ting, individualismens princip eller intellectus agens giver han vægtige og velgennemtænkte tilkendegivelser. Han er enig med Albertus Magnus i at opfatte teologi som en praktisk videnskab; dens sandhed, mener han, er særlig egnet til at influere på følelse og kærlighed. Han diskuterer meget grundigt betydningen af og meningen med de guddommelige attributter; anser universalbegreberne for at være de ideale former, som er præeksisterende i det guddommelige sind i overensstemmelse med hvilket, alle ting blev skabt.; han anser tingene for at være ren potentialitet, som modtager individuel væren og bestemt udformning fra Guds formative kraft, handlende i overensstemmelse med ideerne; og endelig fastholder han, at intellectus agens ikke har nogen selvstændig eksistens. Om disse og mange andre punkter af den skolastiske filosofi fremviser han en kombination af subtilitet og moderation, som gør hans arbejde særdeles værdifuldt.